# 송산로 (고양시)
송산로(Songsan-ro)는 경기도 고양시 일산서구 가좌동 구산IC 에서 고양시 일산서구 덕이동를 잇는 도로이다.

## 주요 경유지
경기도
- 고양시 일산서구 (가좌동 . 덕이동)

## 노선
| 이름        | 접속 노선                    | 소재지 | 소재지   | 소재지 | 비고 |
| ----------- | ---------------------------- | ------ | -------- | ------ | ---- |
| 구산IC      | 국도 제77호선 (자유로)       | 고양시 | 일산서구 | 가좌동 |      |
| 장월평천교  |                              | 고양시 | 일산서구 | 가좌동 |      |
| 장산가좌IC  | 지방도 제357호선 (제2자유로) | 고양시 | 일산서구 | 가좌동 |      |
| 가좌 교차로 | 송포로                       | 고양시 | 일산서구 | 가좌동 |      |
| 가덕교      |                              | 고양시 | 일산서구 | 가좌동 |      |
|             | 덕이동                       | 고양시 | 일산서구 |        |      |
| (이름없음)  | 덕이로                       | 고양시 | 일산서구 |        |      |

## 주요 건물 및 시설
- GS칼텍스 송산주유소 (송산로 176/구산동 627-83)
- S-OIL 터치주유소 (송산로 194/구산동 582-7)
- 송포초등학교 (송산로 379/가좌동 355-1)
- CU 가자한화점 (송산로 390/가좌동 346-6)
- 가좌동우편취급국 (송산로 393/가좌동 362-1)
- KB국민은행 일산가좌지점 (송산로 394/가좌동 344-6)
- HD현대오일뱅크 케이원플러스주유소 (송산로 406/가좌동 220-1)
- HD현대오일뱅크 HD현대오일뱅크직영 덕이주유소 (송산로 591/덕이동 862-3)